# Juan Federico de Pomerania
Juan Federico (en alemán: Johann Friedrich; 27 de agosto de 1542 - 9 de febrero de 1600) fue Duque de Pomerania entre 1560 y 1600, y Obispo de Cammin (Kamień) entre 1556 y 1574. Elegido obispo en 1556 y heredero del ducado en 1560, permaneció bajo la tutela de su tío abuelo Barnim XI hasta que asumió su puesto en 1567.

## Biografía
Juan Federico era el mayor de diez hermanos nacidos de Felipe I de Pomerania-Wolgast y de María de Sajonia. A la edad de 14 años, fue elegido obispo de Cammin el 29 de agosto de 1556, después de que su predecesor Martin von Weiher falleciera el 8 de junio. Iniciándose con Juan Federico, la Casa de Pomerania sostuvo este título hasta la muerte del último duque en 1637, dando fin a la considerable independencia del territorio del obispado del resto del Ducado de Pomerania. En 1560, la administración del obispado fue reformada adecuadamente.
Cuando su padre murió el 14 de febrero de 1560, Juan Federico se convirtió nominalmente en duque de Pomerania pero estaba todavía bajo la tutela de su tío abuelo, Barnim XI. Mientras que su madre eligió como Alto Mayordomo a Ulrich von Schwerin como administrador del ducado, él fue a la corte del emperador Maximiliano II en Viena y participó en la guerra contra el Imperio otomano.
Después de su retorno de la guerra en 1567, Juan Federico tomó su puesto como obispo de Cammin y también su puesto como el duque de Pomerania, que provisionalmente compartió con su hermano, Bogislao XIII.
Entonces el viejo Barnim XI de 68 años en 1569 se retiró de su puesto como duque, y el ducado fue internamente dividido entre los miembros varones de la Casa de Pomerania el 23 de mayo de 1569 en Jasenitz (ahora parte de Police), lo que fue aprobado por el Landtag en Wollin (ahora Wolin). Juan Federico junto a su hermano, Barnim XII, recibió la partición de Pomerania-Stettin, mientras que sus otros hermanos, Ernesto Luis y Bogislao XIII, recibieron Pomerania-Wolgast y Casimiro VI recibió el obispado de Cammin, del que se hizo cargo de manos de Juan Federico en 1574. Debido a que Bogislao y Barnim inmediatamente renunciaron a sus puestos y fueron compensados con los dominios de Barth y Neuenkamp y el dominio de Rügenwalde, respectivamente, y Juan Federico tuvo que gobernar su partición en solitario.
Juan Federico logró elevar a Stettin (ahora Szczecin) como uno de los tres lugares donde era permitido acuñar moneda en el Círculo de Alta Sajonia, siendo los otros dos lugares Leipzig y Berlín. También abogó contra la prohibición imperial de usar monedas de fuera del Sacro Imperio Romano Germánico, argumentaba que eso minaba la posición de su ducado como centro comercial fronterizo.

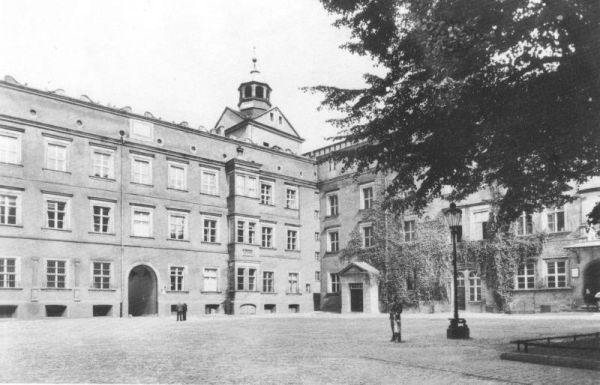
Residencia en Stettin (1939), reconstruida por Juan Federico en 1577.

En 1570, Juan Federico, en nombre del emperador Maximiliano II, hospedó la conferencia de paz que puso fin a la Guerra nórdica de los Siete Años entre el Imperio sueco y Dinamarca-Noruega. Estuvo a la cabeza de los mediadores elegidos por el emperador. La conferencia resultó en el Tratado de Stettin.
En 1568, inició la erección de una residencia en Köslin (ahora Koszalin). En 1577, reconstruyó la residencia en Stettin en estilo Renacentista italiano, arrasando y remplazando partes del previo palacio y la iglesia de San Otón.
Juan Federico también intentó elevar el estatus militar de Pomerania en el Círculo de Alta Sajonia para hacerlo coincidir con la posición de Sajonia y Brandeburgo, aunque sin éxito. Fracasó en obtener el estatus de un mayor rango para sí mismo y permaneció en el tercer puesto, Zugeordneter, después del Kreisoberst de Sajonia y el Nachgeordneter de Brandeburgo. También fracasó en conseguir de la asamblea del círculo (Kreistag) que le aprobara la concesión al ducado pomerano de un puesto de Zugeordneter adicional, en compensación. En consecuencia, Juan Federico rechazo pagar su porción financiera obligatoria al tesoro del círculo, el Kreiskasten.
Juan Federico mejoró las relaciones con Brandeburgo por su matrimonio con Erdmut (también Erdmuthe; 26 de junio de 1561 - 13 de noviembre de 1623), hija mayor del Elector Juan Jorge de Brandeburgo. No tuvo hijos con ella.
Juan Federico murió el 9 de febrero de 1600. Su repentina muerte durante una fiesta en Wolgast contribuyó a los temores apocalípticos que eran especialmente extendidos en 1600. Fue sucedido por Barnim XII; quien sin embargo, sobrevivió a su hermano por solo tres años.